# کره مرکزی
کره مرکزی دنا  یکی از روستاهای بخش مرکزی شهرستان دنا در استان کهگیلویه و بویراحمد ایران است. این روستا در دامنه‌های جنوبی کوه دنا، در کیلومتر ۴۰ جاده یاسوج – اصفهان (محور پاتاوه) قرار دارد.

## جغرافیا
کره مرکزی در منطقه‌ای کوهستانی و سردسیر واقع شده و از شمال به ارتفاعات دنا، از شرق به شهر سی‌سخت، از جنوب به رودخانه بشار و از غرب به روستای گورگنجو محدود می‌شود. این روستا متشکل از آبادی‌های جاتو، سراسیاب، گودنار، کرمی، آباد و دیاشم است.

## جمعیت
بر پایه سرشماری عمومی نفوس و مسکن، جمعیت کره مرکزی حدود ۱4۰۰ نفر در قالب ۳۰۰ خانوار گزارش شده است. ساکنان این روستا عمدتاً به زبان لری بویراحمدی صحبت می‌کنند و پیرو مذهب شیعه دوازده‌امامی هستند.

## اقتصاد
اقتصاد روستا مبتنی بر کشاورزی، باغداری، دامپروری و زنبورداری است. محصولاتی مانند گردو، انگور، سیب، زردآلو و گیاهان دارویی از جمله تولیدات منطقه‌اند. پرورش زنبور عسل نیز به‌دلیل پوشش گیاهی متنوع منطقه، جایگاه ویژه‌ای در معیشت خانوارها یافته است.

## جاذبه‌های طبیعی و گردشگری
- قلعه کک کهزاد – بقایای سازه‌ای تاریخی و افسانه‌ای در ارتفاعات شمالی روستا.
- آبشار توف‌شاه – آبشاری در دل کوهستان با چشم‌اندازهای طبیعی.
- تنگ کره – تنگه‌ای عمیق و زیبا با پوشش گیاهی متنوع که جاده پشت‌کره از درون آن عبور می‌کند.
- منطقه حفاظت‌شده دنا – زیستگاه گونه‌های نادر گیاهی و جانوری.

## مسیر دسترسی
جاده دسترسی به کره مرکزی از کیلومتر ۴۰ محور یاسوج–اصفهان (نزدیک به پاتاوه) منشعب می‌شود. همچنین در سال ۱۳۸۵ جاده‌ای کوهستانی به منطقه پشت‌کره احداث شد که از میان تنگه «تنگ کره» می‌گذرد و دسترسی به منطقه حفاظت‌شده دنا را ممکن ساخت. این اقدام با پیگیری‌های اداره‌کل حفاظت محیط زیست کهگیلویه و بویراحمد و مدیرکل وقت آن، که فردی دانشمند، فاضل و آینده‌نگر بود، صورت گرفت.

## جاده رؤیایی دم کره – تنگ کره – پشت کره – نهمون
مسیر دسترسی به پشت‌کره از دل یکی از زیباترین و در عین حال صعب‌العبورترین نواحی کوهستانی منطقه عبور می‌کند. این جاده کوهستانی از پایین‌دست دره‌ای موسوم به دم کره آغاز می‌شود و از اعماق تنگه‌ای دیدنی به نام تنگ کره می‌گذرد. در طول مسیر، چشم‌اندازهایی شگفت‌انگیز از چشمه‌ها، درختان کهنسال، و پوشش متراکم گیاهی نمایان می‌شود. جاده از کنار چنارستان‌های قدیمی، تندیس‌های طبیعی بی‌نام و گذرگاه‌هایی چون راکه و تنگاتنگی عبور می‌کند و با بالا رفتن از پیچ‌وخم‌های کوهستانی، به ارتفاعات پشت‌کره می‌رسد.
در ادامه، مسیر به یخچال نهمون، دشتی مرتفع و خنک در دل کوهستان، و سپس به منطقه شنشاه منتهی می‌شود. احداث این مسیر در سال ۱۳۸۵ توسط مدیرکل وقت حفاظت محیط زیست استان، که انسانی فاضل، دانا و دوراندیش بود، با هدف حفاظت از میراث طبیعی، توسعه اکوتوریسم و تسهیل نظارت بر منطقه حفاظت‌شده دنا صورت گرفت. این مسیر علاوه بر ارتقای زیرساخت‌های حفاظتی، به یکی از جذاب‌ترین مسیرهای طبیعت‌گردی جنوب ایران تبدیل شده است.

## پاسگاه سرمحیط‌بانی
در سال ۱۳۸۵ سرمحیط‌بانی «پشت‌کره» توسط سازمان حفاظت محیط زیست با هدف حفاظت از تنوع زیستی دنا و توسعه زیرساخت‌های حفاظتی راه‌اندازی شد. این پاسگاه نقش مهمی در حفاظت و معرفی ارزش‌های طبیعی منطقه در سطح ملی و جهانی ایفا کرده‌است.

## شخصیت‌های برجسته
کره مرکزی زادگاه شماری از افراد موفق در حوزه‌های علمی، مدیریتی و زیست‌محیطی بوده‌است. برخی از فرزندان این منطقه در سطح ملی درخشیده و در جایگاه‌های دانشگاهی و دولتی فعالیت داشته‌اند. (در صورت دسترسی به منابع یا نام افراد، قابل تکمیل است)